# Mistrovství světa v rychlobruslení juniorů
Mistrovství světa v rychlobruslení juniorů pořádá Mezinárodní bruslařská unie každoročně od roku 1972, přičemž první dva ročníky byly testovací. Šampionát je pořádán společně s dívčím mistrovstvím světa.
Závodí se ve víceboji na tratích 500, 1 500, 3 000 a 5 000 m. Od roku 2002 jsou pořádány i stíhací závody družstev a od roku 2009 jsou oficiálně udělovány medaile i na jednotlivých tratích.

## Medailisté

### Víceboj
| Rok  | Místo                | Zlato                 | Stříbro              | Bronz                       |
| ---- | -------------------- | --------------------- | -------------------- | --------------------------- |
| 1972 | Lisleby              | Jurij Kondakov        | Nikolaj Kuzmenko     | Terje Andersen              |
| 1973 | Assen                | Jan Heida             | Nikolaj Kuzmenko     | Kay Stenshjemmet            |
| 1974 | Cortina d'Ampezzo    | Manfred Winter        | Jan de Vries         | Jan Meitus                  |
| 1975 | Strömsund            | Masajuki Kawahara     | Jan de Vries         | Joop Pasman                 |
| 1976 | Madonna di Campiglio | I Jung-ha             | Eric Heiden          | Jan de Vries                |
| 1977 | Inzell               | Eric Heiden           | Jan Junell           | Hilbert van der Duim        |
| 1978 | Montréal             | Eric Heiden           | Vitalij Zazerskij    | Tom Erik Oxholm             |
| 1979 | Grenoble             | Tomas Gustafson       | Andreas Ehrig        | Craig Kresller              |
| 1980 | Assen                | Tomas Gustafson       | Craig Kresller       | Sergej Berezin              |
| 1981 | Elverum              | Björn Nyland          | Jean Pichette        | Jörg Mademann               |
| 1982 | Innsbruck            | Geir Karlstad         | Igor Železovskij     | Jean Pichette               |
| 1983 | Sarajevo             | Andrej Bobrov         | Vjačeslav Vidov      | Hansjörg Baltes             |
| 1984 | Assen                | Valerij Guk           | Alexandr Klimov      | Bronislav Snetkov           |
| 1985 | Røros                | Valerij Guk           | Ildar Garajev        | Bronislav Snetkov           |
| 1986 | Sainte-Foy           | Bronislav Snetkov     | Ildar Garajev        | Takuja Nakamura             |
| 1987 | Strömsund            | Masahiko Omura        | Naoki Kotake         | Michael Spielmann           |
| 1988 | Soul                 | Michael Spielmann     | Cor Jan Smulders     | Naoki Kotake                |
| 1989 | Kyjev                | Andrej Anufrijenko    | Rintje Ritsma        | Naoki Kotake                |
| 1990 | Obihiro              | Falko Zandstra        | Ådne Søndrål         | Arjan Scheuder              |
| 1991 | Calgary              | Falko Zandstra        | Sergej Baryšev       | Keidži Širahata             |
| 1992 | Varšava              | Jeroen Straathof      | Hirojuki Noake       | Jakko Jan Leeuwangh         |
| 1993 | Baselga di Piné      | Brian Smith           | Ids Postma           | Keidži Širahata             |
| 1994 | Berlín               | Jan Bos               | Marco Kramer         | Šinja Tanaka                |
| 1995 | Seinäjoki            | Bob de Jong           | Mark Knoll           | Jusuke Imai                 |
| 1996 | Calgary              | Bob de Jong           | Mark Knoll           | Micuru Watanabe             |
| 1997 | Butte                | Jelmer Beulenkamp     | André Vreugdenhil    | Gijs Buitelaar              |
| 1998 | Roseville            | Dmitrij Šepel         | Mark Tuitert         | Bjarne Rykkje               |
| 1999 | Geithus              | Mark Tuitert          | Yuri Solinger        | Čchoj Če-bong               |
| 2000 | Seinäjoki            | Johan Röjler          | Takaharu Nakadžima   | Jan Friesinger              |
| 2001 | Groningen            | Šingo Doi             | Mun Čun              | Jo Sang-jop                 |
| 2002 | Klobenstein          | Beorn Nijenhuis       | Ivan Skobrev         | Remco olde Heuvel           |
| 2003 | Kuširo               | Remco olde Heuvel     | Robert Lehmann       | I Sung-hwan                 |
| 2004 | Roseville            | Justin Warsylewicz    | Sven Kramer          | Jo Sang-jop                 |
| 2005 | Seinäjoki            | Sven Kramer           | Wouter olde Heuvel   | Håvard Bøkko                |
| 2006 | Erfurt               | Håvard Bøkko          | Wouter olde Heuvel   | Šingo Hašibami              |
| 2007 | Innsbruck            | Sjoerd de Vries       | Tim Roelofsen        | Trevor Marsicano            |
| 2008 | Čchang-čchun         | Jan Blokhuijsen       | Koen Verweij         | Berden de Vries             |
| 2009 | Zakopane             | Koen Verweij          | Jonathan Kuck        | Brian Hansen                |
| 2010 | Moskva               | Koen Verweij          | Brian Hansen         | Antoine Gélinas-Beaulieu    |
| 2011 | Seinäjoki            | Sverre Lunde Pedersen | Simen Spieler Nilsen | Kristian Reistad Fredriksen |
| 2012 | Obihiro              | Sverre Lunde Pedersen | Thomas Krol          | Simen Spieler Nilsen        |
| 2013 | Klobenstein          | So Čong-su            | Simen Spieler Nilsen | Andrea Giovannini           |
| 2014 | Bjugn                | Patrick Roest         | Willem Hoolwerf      | Emery Lehman                |
| 2015 | Varšava              |                       |                      |                             |
| 2016 | Čchang-čchun         |                       |                      |                             |
| 2017 | Helsinky             | Chris Huizinga        |                      |                             |
| 2018 | Salt Lake City       | Allan Dahl Johansson  | Tyson Langelaar      | Francesco Betti             |

### 500 m
| Rok  | Místo        | Zlato             | Stříbro           | Bronz                  |
| ---- | ------------ | ----------------- | ----------------- | ---------------------- |
| 2009 | Zakopane     | Mitchell Whitmore | Richard MacLennan | Guillaume Blais-Dufour |
| 2010 | Moskva       | Artur Nogal       | Richard MacLennan | Alexej Bondarčuk       |
| 2011 | Seinäjoki    | Kim Song-kju      | Laurent Dubreuil  | Cubasa Hasegawa        |
| 2012 | Obihiro      | Laurent Dubreuil  | Cubasa Hasegawa   | Kim Wu-čin             |
| 2013 | Klobenstein  | Cubasa Hasegawa   | Im Čun-hong       | Kim Čun-ho             |
| 2014 | Bjugn        | Kai Verbij        | Takuja Goto       | Dai Dai N'tab          |
| 2015 | Varšava      |                   |                   |                        |
| 2016 | Čchang-čchun |                   |                   |                        |

### 1000 m
| Rok  | Místo        | Zlato                       | Stříbro           | Bronz            |
| ---- | ------------ | --------------------------- | ----------------- | ---------------- |
| 2009 | Zakopane     | Jan Daldossi                | Jonathan Kuck     | Roman Kreč       |
| 2010 | Moskva       | Brian Hansen                | Richard MacLennan | Koen Verweij     |
| 2011 | Seinäjoki    | Kim Song-kju                | Tommi Pulli       | Maurice Vriend   |
| 2012 | Obihiro      | Håvard Holmefjord Lorentzen | Tommi Pulli       | Laurent Dubreuil |
| 2013 | Klobenstein  | Im Čun-hong                 | Kai Verbij        | Lennart Velema   |
| 2014 | Bjugn        | Kai Verbij                  | Armin Hager       | Taro Kondo       |
| 2015 | Varšava      |                             |                   |                  |
| 2016 | Čchang-čchun |                             |                   |                  |

### 1500 m
| Rok  | Místo        | Zlato                 | Stříbro      | Bronz                       |
| ---- | ------------ | --------------------- | ------------ | --------------------------- |
| 2009 | Zakopane     | Pim Cazemier          | Roman Kreč   | Jan Daldossi                |
| 2010 | Moskva       | Brian Hansen          | Koen Verweij | Antoine Gélinas-Beaulieu    |
| 2011 | Seinäjoki    | Sverre Lunde Pedersen | Li Paj-lin   | Håvard Holmefjord Lorentzen |
| 2012 | Obihiro      | Sverre Lunde Pedersen | Thomas Krol  | Håvard Holmefjord Lorentzen |
| 2013 | Klobenstein  | So Čong-su            | Džunja Miwa  | Simen Spieler Nilsen        |
| 2014 | Bjugn        | Jang Fan              | Kai Verbij   | Patrick Roest               |
| 2015 | Varšava      |                       |              |                             |
| 2016 | Čchang-čchun |                       |              |                             |

### 5000 m
| Rok  | Místo        | Zlato                 | Stříbro                     | Bronz                    |
| ---- | ------------ | --------------------- | --------------------------- | ------------------------ |
| 2009 | Zakopane     | Koen Verweij          | Brian Hansen                | Jonathan Kuck            |
| 2010 | Moskva       | Koen Verweij          | Brian Hansen                | Antoine Gélinas-Beaulieu |
| 2011 | Seinäjoki    | Sverre Lunde Pedersen | Kristian Reistad Fredriksen | Simen Spieler Nilsen     |
| 2012 | Obihiro      | Sverre Lunde Pedersen | Simen Spieler Nilsen        | Kim Čchol-min            |
| 2013 | Klobenstein  | Emery Lehman          | Andrea Giovannini           | Simen Spieler Nilsen     |
| 2014 | Bjugn        | Nils van der Poel     | Patrick Roest               | Emery Lehman             |
| 2015 | Varšava      |                       |                             |                          |
| 2016 | Čchang-čchun |                       |                             |                          |

### Stíhací závod družstev
| Rok  | Místo        | Zlato                                                                                    | Stříbro                                                                                  | Bronz                                                                    |
| ---- | ------------ | ---------------------------------------------------------------------------------------- | ---------------------------------------------------------------------------------------- | ------------------------------------------------------------------------ |
| 2002 | Klobenstein  | Jižní Korea I Sung-hwan, Mun Čun, Jo Sang-jop                                            | Japonsko Mičihiro Ara, Šingo Doi, Masaki Hirano                                          | Nizozemsko Beorn Nijenhuis, Remco olde Heuvel, Tom Prinsen               |
| 2003 | Kuširo       | Japonsko Mičihiro Ara, Šingo Doi, Genki Macuoka                                          | Nizozemsko Rhian Ket, Arjen van der Kieft, Remco olde Heuvel                             | Jižní Korea I Čong-wu, I Sung-hwan, Jo Sang-jop                          |
| 2004 | Roseville    | Jižní Korea I Čin-wu, I Čong-wu, Jo Sang-jop                                             | Kanada Denny Morrison, François-Olivier Roberge, Justin Warsylewicz                      | Japonsko Jasujuki Iijama, Juja Sakai, Kacunori Sato                      |
| 2005 | Seinäjoki    | Nizozemsko Michael Kaatee, Sven Kramer, Wouter olde Heuvel                               | Kanada Denny Morrison, François-Olivier Roberge, Justin Warsylewicz                      | USA Michael Blumel, Paul Dyrud, Patrick Meek                             |
| 2006 | Erfurt       | Nizozemsko Boris Kusmirak, Ted-Jan Bloemen, Wouter olde Heuvel                           | Jižní Korea Mo Tche-pom, Kim Jong-ho, Čoj Čin-jong                                       | Kanada Matthew McLean, Lucas Makowsky, Aaron Sadlier                     |
| 2007 | Innsbruck    | Nizozemsko Jan Blokhuijsen, Tim Roelofsen, Sjoerd de Vries, Stevin Hilbrands             | Německo Alexej Baumgärtner, Patrick Beckert, Eric Rauschenbach                           | Jižní Korea Hong Song-kon, Kim Jong-ho, Mo Tche-pom                      |
| 2008 | Čchang-čchun | Nizozemsko Jan Blokhuijsen, Tom Schuit, Koen Verweij, Berden de Vries                    | Itálie Daniele Berlanda, Marco Cignini, Jan Daldossi                                     | USA Laurence Ducker, Brian Hansen, Jonathan Kuck, Trevor Marsicano       |
| 2009 | Zakopane     | Nizozemsko Pim Cazemier, Lucas van Alphen, Koen Verweij                                  | Německo Patrick Beckert, Hubert Hirschbichler, Niclas Kleyling                           | USA Laurence Ducker, Brian Hansen, Jonathan Kuck                         |
| 2010 | Moskva       | Norsko Sverre Lunde Pedersen, Håvard Holmefjord Lorentzen, Simen Spieler Nilsen          | Jižní Korea Kim Wu-čin, Ha Hong-son, Pak Sok-min                                         | Nizozemsko Frank Hermans, Maurice Vriend, Lucas van Alphen, Koen Verweij |
| 2011 | Seinäjoki    | Nizozemsko Frank Hermans, Thomas Krol, Aron Romeijn, Maurice Vriend                      | Norsko Kristian R. Frederiksen, Håvard H. Lorentzen, Simen S. Nilsen, Sverre L. Pedersen | Japonsko Džunja Miwa, Takuro Oda, Šóta Nakamura, Šunsuke Nakamura        |
| 2012 | Obihiro      | Norsko Sverre L. Pedersen, Håvard H. Lorentzen, Simen S. Nilsen, Kristian R. Frederiksen | Jižní Korea Kim Čin-su, Kim Čchol-min, I Čin-jong                                        | Nizozemsko Thomas Krol, Jorjan Jorritsma, Kai Verbij                     |
| 2013 | Klobenstein  | Itálie Andrea Giovannini, Andrea Stefani, Nicola Tumolero                                | Jižní Korea Kim Jong-čin, So Čong-su, So Han-dže                                         | Japonsko Džunja Miwa, Šóta Nakamura, Masahito Obajaši                    |
| 2014 | Bjugn        | Jižní Korea Kim Min-sok, So Han-dže, Pak Ki-ung                                          | Japonsko Shane Williamson, Šoja Ogawa, Seitaró Ičinohe                                   | Čína Jang Fan, Liou I-ming, Sü Čcheng-lung                               |
| 2015 | Varšava      |                                                                                          |                                                                                          |                                                                          |
| 2016 | Čchang-čchun |                                                                                          |                                                                                          |                                                                          |

## Medailová pořadí zemí
| Pořadí | Země             | Zlato | Stříbro | Bronz | Celkem |
| ------ | ---------------- | ----- | ------- | ----- | ------ |
| 1.     | Nizozemsko       | 17    | 16      | 9     | 42     |
| 2.     | Sovětský svaz    | 6     | 9       | 3     | 18     |
| 3.     | Norsko           | 5     | 3       | 6     | 14     |
| 4.     | USA              | 3     | 4       | 4     | 11     |
| 5.     | Japonsko         | 3     | 3       | 9     | 15     |
| 6.     | Švédsko          | 3     | 1       | 0     | 4      |
| 7.     | Jižní Korea      | 2     | 1       | 4     | 7      |
| 8.     | Východní Německo | 2     | 1       | 2     | 5      |
| 9.     | Kanada           | 1     | 3       | 2     | 6      |
| 10.    | Rusko            | 1     | 1       | 0     | 2      |
| 11.    | Německo          | 0     | 1       | 2     | 3      |
| 12.    | Itálie           | 0     | 0       | 1     | 1      |
| 12.    | Polsko           | 0     | 0       | 1     | 1      |

| Pořadí | Země        | Zlato | Stříbro | Bronz | Celkem |
| ------ | ----------- | ----- | ------- | ----- | ------ |
| 1.     | Nizozemsko  | 5     | 5       | 5     | 15     |
| 2.     | Norsko      | 5     | 2       | 5     | 12     |
| 3.     | USA         | 4     | 3       | 2     | 9      |
| 4.     | Jižní Korea | 4     | 1       | 3     | 8      |
| 5.     | Kanada      | 1     | 4       | 4     | 9      |
| 6.     | Japonsko    | 1     | 3       | 2     | 6      |
| 7.     | Itálie      | 1     | 1       | 1     | 3      |
| 8.     | Čína        | 1     | 1       | 0     | 2      |
| 9.     | Polsko      | 1     | 0       | 0     | 1      |
| 9.     | Švédsko     | 1     | 0       | 0     | 1      |
| 11.    | Finsko      | 0     | 2       | 0     | 2      |
| 12.    | Kazachstán  | 0     | 1       | 2     | 3      |
| 13.    | Rakousko    | 0     | 1       | 0     | 1      |

| Pořadí | Země        | Zlato | Stříbro | Bronz | Celkem |
| ------ | ----------- | ----- | ------- | ----- | ------ |
| 1.     | Nizozemsko  | 6     | 1       | 3     | 10     |
| 2.     | Jižní Korea | 3     | 4       | 2     | 9      |
| 3.     | Norsko      | 2     | 1       | 0     | 3      |
| 4.     | Japonsko    | 1     | 2       | 3     | 6      |
| 5.     | Itálie      | 1     | 1       | 0     | 2      |
| 6.     | Kanada      | 0     | 2       | 1     | 3      |
| 7.     | Německo     | 0     | 2       | 0     | 2      |
| 8.     | USA         | 0     | 0       | 3     | 3      |
| 9.     | Čína        | 0     | 0       | 1     | 1      |